# مودول
مودول (به انگلیسی: Mudhol) یک منطقهٔ مسکونی در هند است که در بخش باگلکوت واقع شده‌است. مودول ۱۲٫۴۲ کیلومتر مربع مساحت و ۵۲٬۱۹۹ نفر جمعیت دارد و ۵۴۸ متر بالاتر از سطح دریا واقع شده‌است.